# Claudia Rufina
Claudia de Roma, Claudia Rufina o Claudia Matrona (s. I-99) fue una noble bretona que sufrió el martirio en nombre de su fe cristiana. Es considerada como santa por la Iglesia Católica, y su celebración litúrgica es el 6 de agosto.

## Hagiografía
Según la tradición cristiana, Claudia era hija del rey bretón Carataco, pero su nombre de nacimiento es desconocido, así como su fecha de nacimiento.
Con la llegada de los romanos a Britania, y su conquista y anexión al Imperio Romano, gracias al emperador Claudio, el general Aulo Plaucio puso bajo arresto a Carataco y a sus hijas, entre ellas Claudia.
La familia llegó a Roma en el 51. Claudio les concedió la libertad, pero Claudia se quedó en Roma, se convirtió al cristianismo,  fue bautizada, se cambió de nombre y se casó con Aulo Pudente, quien sería senador.